# Gerichtsbezirk Scheibbs

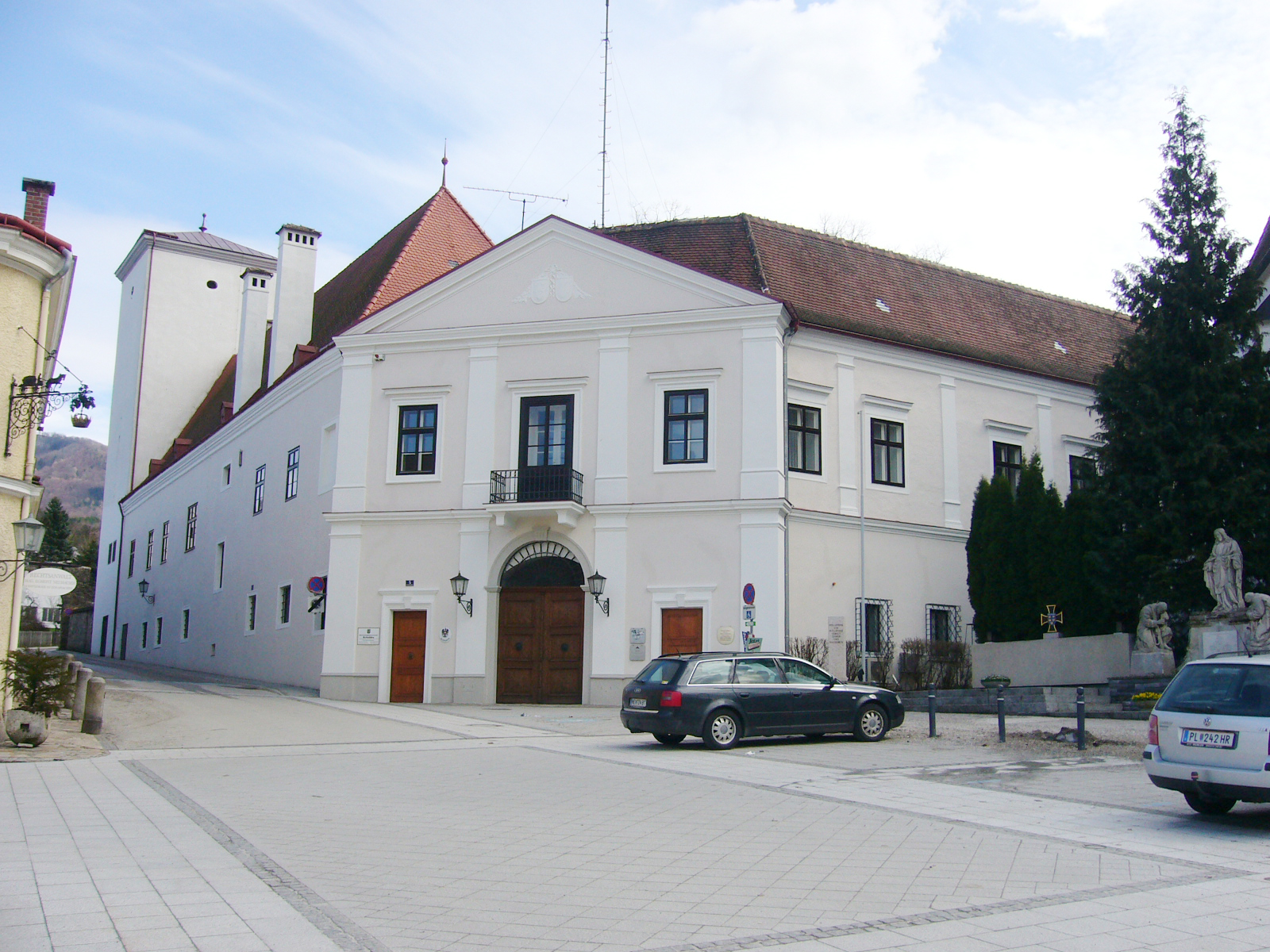
Bezirksgericht Scheibbs

Der Gerichtsbezirk Scheibbs ist einer von 24 Gerichtsbezirken in Niederösterreich und deckungsgleich mit dem gleichnamigen politischen Bezirk Scheibbs. Der übergeordnete Gerichtshof ist das Landesgericht Sankt Pölten.

## Gemeinden
Einwohner: Stand 1. Jänner 2024

### Städte
- Scheibbs (4210)
- Wieselburg (4785)

### Marktgemeinden
- Gaming (2905)
- Göstling an der Ybbs (2033)
- Gresten (1997)
- Lunz am See (1772)
- Oberndorf an der Melk (2977)
- Purgstall an der Erlauf (5360)
- Randegg (1839)
- Steinakirchen am Forst (2304)
- Wang (1371)

### Gemeinden
- Gresten-Land (1488)
- Puchenstuben (268)
- Reinsberg (1052)
- Sankt Anton an der Jeßnitz (1142)
- Sankt Georgen an der Leys (1336)
- Wieselburg-Land (3404)
- Wolfpassing (1756)

## Geschichte
Der politische Bezirk Scheibbs wurde 1850 gegründet und umfasste damals die Gerichtsbezirke Scheibbs, Gaming und Mank (heute Bezirk Melk). Nach Auflösung des Gerichtsbezirkes Gaming im 20. Jahrhundert und der Ausgliederung des Gerichtsbezirkes Mank in den politischen Bezirk Melk entstand so der heutige Gerichtsbezirk Scheibbs.